# 慧明院
慧明院（けいめいいん、生年不詳 - 文化10年10月17日（1813年11月9日））は、江戸時代の女性で、11代将軍・徳川家斉の側室。俗名は志賀。父は能勢頼能。

## 生涯
天明元年（1781年）、大奥に入り中臈となる。寛政8年（1796年）に総姫を出産し御客会釈となるが、翌年、寛政9年（1797年）に総姫が早世する。
文化10年（1813年）10月17日（あるいは11月26日）、死去。戒名は慧明院智岳貞輪大姉。

## 関連作品
- 『大奥』よしながふみ
- 『大奥 Season2「医療編」』（2023年、NHK総合） - 演：佐津川愛美 - 原作は上記のマンガ